# 即応予備自衛官

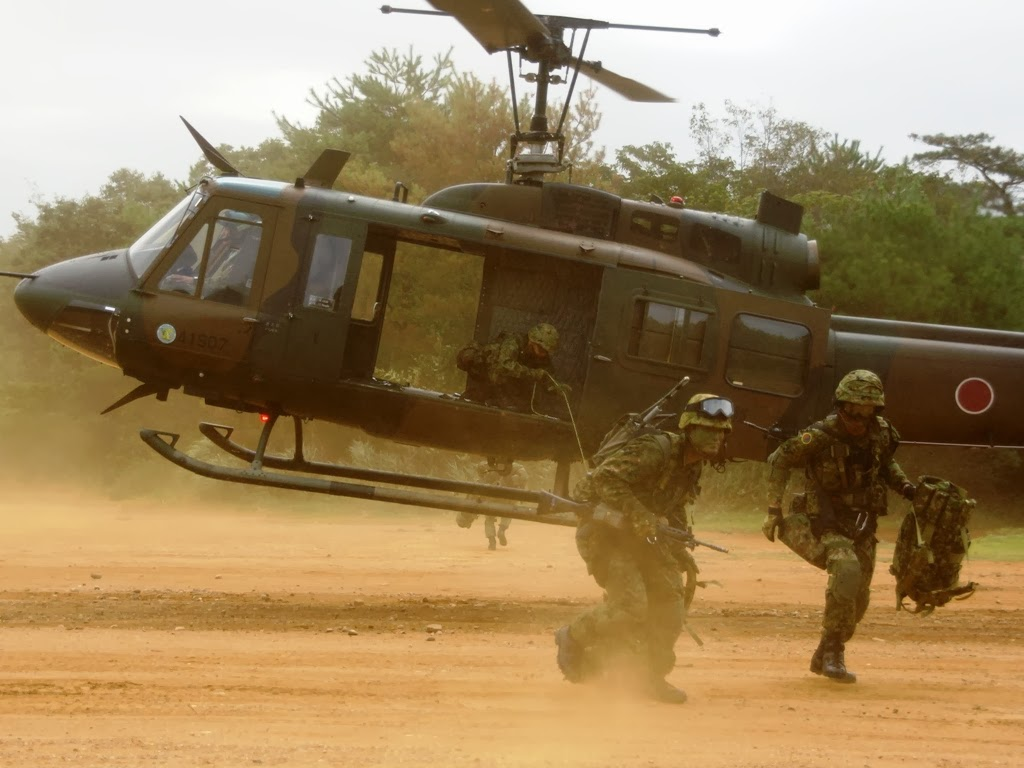
ヘリボーン訓練を行う即応予備自衛官

即応予備自衛官（そくおうよびじえいかん、英: Self-Defense Forces Ready Reserve。）とは、陸上自衛隊において即応性の高い予備要員として任用している官職またはその官職にある者のことをいう（他国での予備役に相当）。身分は、常備自衛官と異なり、非常勤の特別職国家公務員であり、防衛省の定員外の防衛省職員、自衛隊員である。1997年（平成9年）に創設され、第1期として第19普通科連隊（福岡駐屯地）が1998年（平成10年）3月に陸上自衛隊初となる即応予備自衛官指定部隊（コア部隊）に改編された。陸上自衛隊中途退職者または予備自衛官補（公募予備自衛官）の志願者からなり、予備自衛官よりも高い錬度が期待され、有事・訓練等の際に招集、陸上自衛隊における各任務に就けられる。なお海上・航空自衛隊には同制度は存在していない。即応予備自衛官を雇用する企業には1人につき月額42,500円、年間合計51万円が給付される。充足率は2018年（平成30年）の目標人員8,075人に対して約4,314人となっている。2022年（令和4年）の年度防衛予算における即応予備自衛官の定員は7,981名。

## 概要

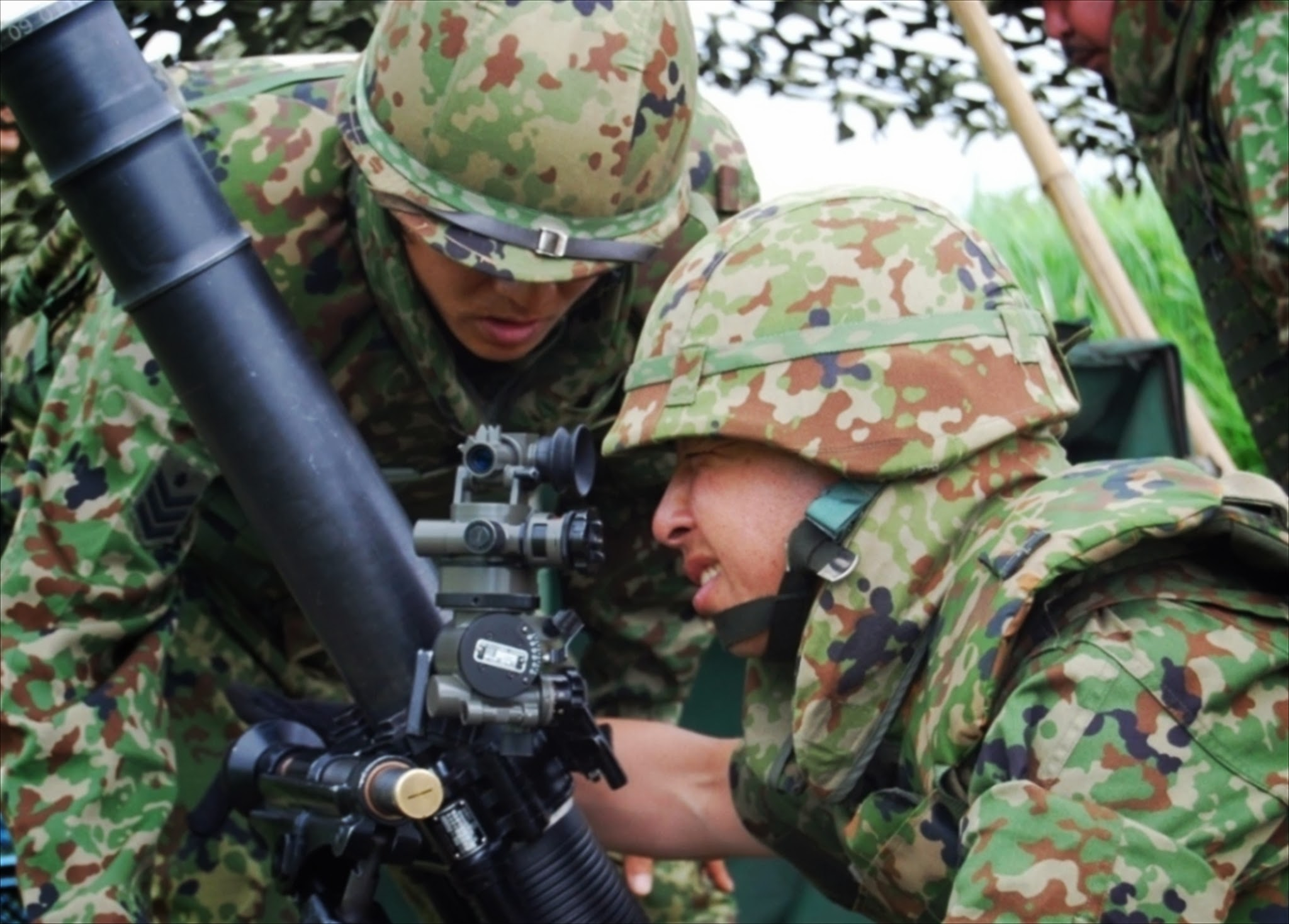
81mm迫撃砲の発射訓練を行う即応予備自衛官

即応予備自衛官は1997年（平成9年）に創設された官職および制度。自衛隊では、常備を中核とする自衛官の他に、予備自衛官等制度を設け、即応予備自衛官、予備自衛官、予備自衛官補の3種を設置し、通常は他の職業に従事する元自衛官を中心に予備の要員として任用し、一定の招集訓練または招集教育訓練を施している。
中でも即応予備自衛官は、即応性の高い予備要員として任用された者のことであり、通常の予備自衛官よりも訓練・出頭回数を多く義務付けられ、予備自衛官等制度の中で最も高い錬度が期待されている。即応予備自衛官の任務は、防衛招集命令、治安招集命令、災害等招集命令、国民保護等招集命令により招集された場合に際して、出頭した日をもって自衛官となりその職務を遂行することとされている。身分は予備自衛官、予備自衛官補と同じく特別職国家公務員に位置づけられ非常勤の自衛隊員・防衛省職員である。
即応予備自衛官の任用対象者は自衛官として1年以上勤務し、退職後1年未満の元陸上自衛官または陸上自衛隊の予備自衛官（元海上自衛隊もしくは航空自衛隊出身者でも陸上自衛隊の予備自衛官となり特定の知識、技能等を有している場合は採用の対象となる）のうち、以下の年齢条件を満たす者としている。
1. 1等陸士・陸士長：50歳未満
2. 3等陸曹以上：自衛隊法施行令別表第9[4]に定める年齢から3年を減じた年齢に満たないもの[5]

即応予備自衛官で任用される際には現職のときの職種以外で採用も可能である。（例：現職時＝普通科、即応予備自衛官時＝通信科）
処遇については、訓練招集手当・即応予備自衛官手当・勤続報奨金（3年毎）・雇用企業給付金がある。
また、訓練招集命令により出頭し、年間一定期間（合計30日）の訓練を受ける。訓練はA - Fのタイプに区分され、それぞれ2日 - 4日間の訓練期間がある。A・B・Cタイプの訓練は2日間で合計8回、Eタイプの訓練は3日間で合計２回、D・Fタイプの訓練は4日間で合計2回で年間最大で12回の訓練出頭の必要がある。

### 今後の動向
2022年（令和4年）12月16日に閣議決定された防衛力整備計画において即応予備自衛官の運用体制が抜本的に見直され、即応予備自衛官を主体とする部隊（コア部隊）を廃止し、即応予備自衛官を通常部隊に対する補充要員として管理する方針に改められた。

### 予備自衛官補出身者の採用
2019年（平成31年）4月より予備自衛官補から志願した一般公募予備自衛官（技能公募は除く）を即応予備自衛官に任用する制度を導入。この場合は予備自衛官の身分で36日間の訓練を受けて任官される。
2020年（令和2年）に東北方面隊で予備自衛官補（別名、公募予備自衛官）出身者の即応予備自衛官が6月末から7月初めにかけて4人が誕生し、同年9月付けで任官された。
なお、自衛隊法第71条の規定により予備自衛官採用から1年で即応予備自衛官になることはできない。

## 招集実績
即応予備自衛官の招集実績は2024年（令和6年）現在、以下の7例となっている。
- 東日本大震災[12]：2011年（平成23年）3月
- 平成28年熊本地震[13]：2016年（平成28年）4月
- 平成30年7月豪雨：2018年（平成30年）7月
- 平成30年北海道胆振東部地震[14]：2018年（平成30年）9月
- 令和元年東日本台風（台風19号）：2019年（令和元年）10月
- 令和2年7月豪雨：2020年（令和2年）7月
- 令和6年能登半島地震[15]：2024年（令和6年）1月

## 待遇面

### 即応予備自衛官の階級
即応予備自衛官の階級は、通常の自衛官の階級に「即応予備」と冠して呼称することとされている。通常の自衛官の階級は陸将以下2等陸士までの16階級であるが、即応予備自衛官においては9階級で構成されている。即応予備自衛官の階級においては即応予備2等陸尉を最高位とし、即応予備1等陸士を以って階級第9位として定められている（2士がないのは即応予備自衛官の要件である自衛官を1年以上務めた者は1士以上になるため）。

### 俸給等
基本的に階級に応じた訓練手当と即応予備自衛官手当の2種類が支給される。即応予備自衛官手当は月額16,000円（3ヶ月ごと2月、5月、8月、11月に支給）、訓練招集手当は日額14,200円（2尉）、13,700円（3尉）、13,200円（准尉、曹長、1曹）、12,600円（2曹）、11,300円（3曹）10,400円（士長、1士）（毎訓練後に支給）。１任期（3年）良好な成績で勤務すると勤続報奨金として120,000円が支給される。条件等によるが、訓練に出頭出来なかった月は後者は支給されない。また出頭先と居住地に一定以上の距離がある者は別途に定められた交通費も支給される。
令和7年度から手当の増額予定。（9月1日分より支給開始）
即応予備自衛官が1任期3年間あたり136－197万円から242-325万円（即応予備自衛官手当222,000円、訓練招集手当513,000-789,000円、勤続報奨金215,000円（3年間に1度））と約1.5倍に増額される予定。（すでに訓練を終えている訓練日の手当額との差額は払らわれない。4月〜8月分は差額支給無し）
なお、基本的に防衛出動・災害派遣等で招集がかかった際、出頭時から任務終了までの間当該の階級および指定号俸に応じた俸給が支給される。出頭時から1ヶ月は通常の俸給額が支給、1ヶ月に満たない部分は日割りにて給与が支給される。指定号俸に関しては現職を退官時の階級による号俸を基準とし、即応予備自衛官として登録後の勤務状況や登録年数・即応予備自衛官として登録後の昇任時における号俸に関してはそれぞれ勤務状況等を考慮した号俸が支給される。例えば3任期満了による陸士長から特別昇任した即応予備3等陸曹の場合は5号俸の支給、予備自衛官等として登録し即応予備自衛官として採用され、一定期間の招集訓練への参加・勤務状況良好での昇任となり陸士長から3曹に昇任した者は士長の在任期間や自衛官に採用される前職までの経歴等を考慮し4号俸から8号俸として俸給が指定される。

### 生活面
訓練出頭中は基本的に常備自衛官と同様に営内居住を命ぜられる。なお、幹部に関しても営内居住となり外出時は申請が必要となる。災害招集等で駐屯地にて待機等の場合は指定された場所（主に外来宿舎や空いている営内居住区・自習室等の空き部屋等）での居住となる。年間30日という多い訓練日数や高い即応性が求められる観点から、予備自衛官や予備自衛官補と異なり、招集以前から現役自衛官と同様形式の「即応予備自衛官身分証明証」が交付されている。このため、訓練準備などのために駐屯地に入出門が可能であり、部隊によっては私有車の入門許可証等も発行しているところもある。

### 法律面
自衛隊法 第119条 第4項
自衛隊法第70条第一項第一号の規定による防衛招集命令を受けた予備自衛官又は第75条の四第一項第一号若しくは第三号の規定による防衛招集命令若しくは治安招集命令を受けた即応予備自衛官で、正当な理由がなくて指定された日から３日を過ぎてなお指定された場所に出頭しないものは、３年以下の懲役又は禁錮に処する。

### 福利厚生
2022年（令和4年）4月1日より即応予備自衛官は防衛省生命共済の共済事業（生命・医療・火災・災害）による保障対象者になった。

## 即応予備自衛官の宣誓
即応予備自衛官に任じられる時は、自衛隊法第53条および自衛隊法施行規則第41条の2に則り、以下のような宣誓書に署名をする事が義務付けられている。